# Дрессировка животных

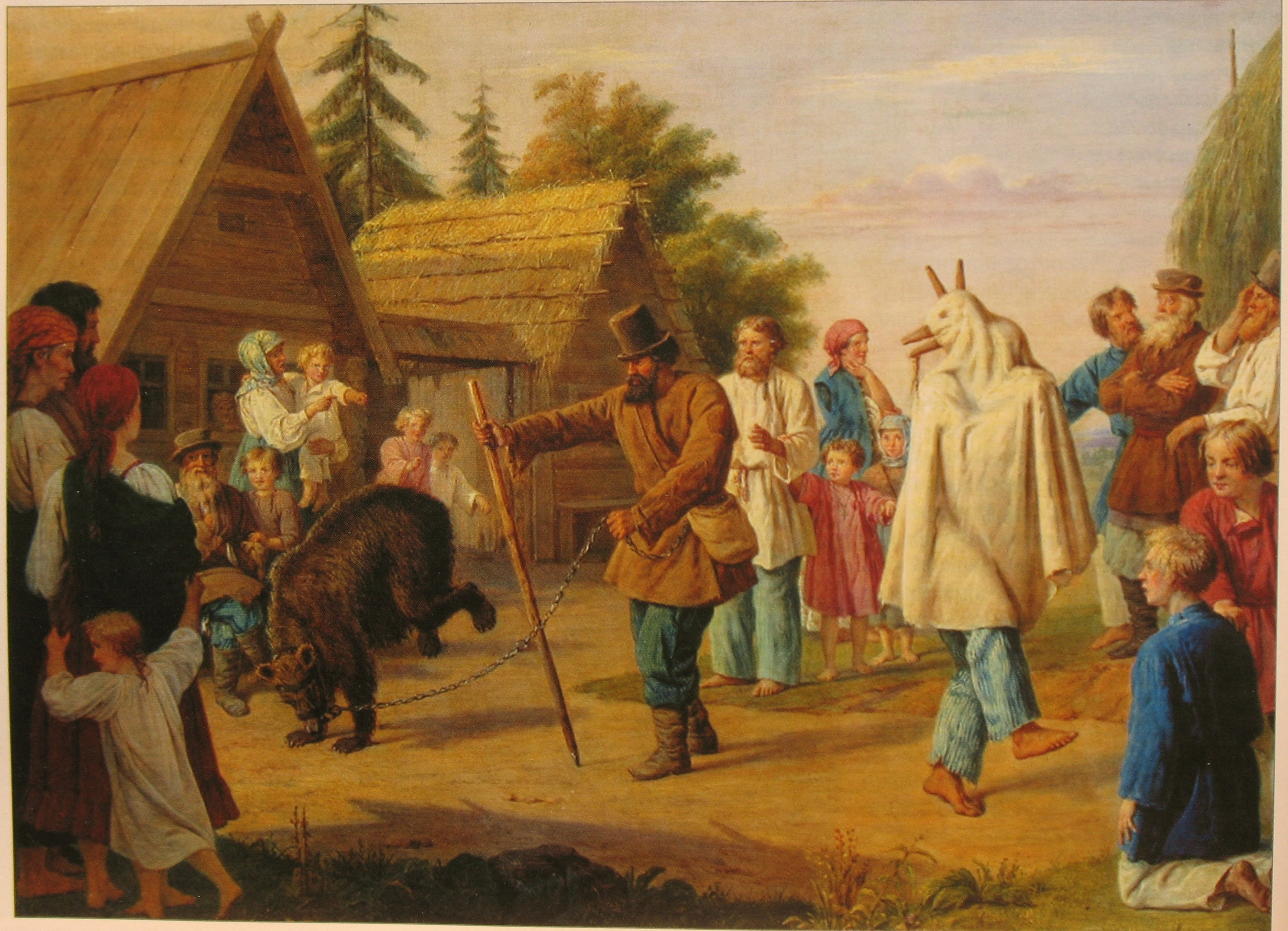
Ф. Н. Рисс, «Скоморохи в деревне». 1857 год

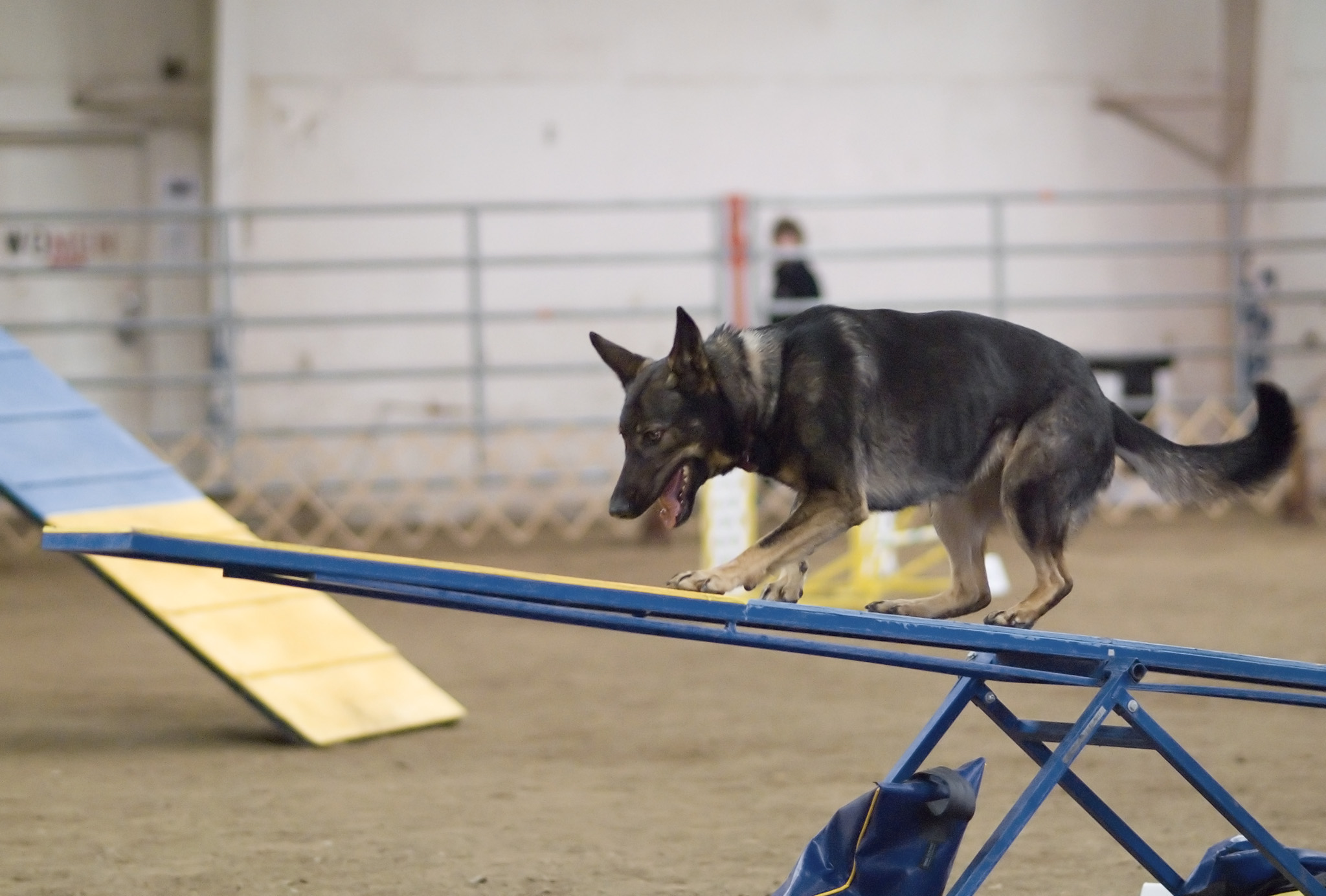
Немецкая овчарка перебегает через качели на соревновании по аджилити

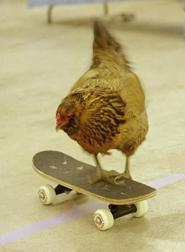
Курица на скейтборде

Дрессиро́вка живо́тных (от фр. dresser «выправлять; обучать») — комплекс обучающих действий над животными, предпринимаемых для выработки и закрепления различных условных рефлексов, умений и навыков.
Дрессировать нужно и можно с целью развития дружеских отношений, формирования адекватного поведения животного для нахождения его в обществе, выполнения работ (охраны и защиты в определённых обстоятельствах, поиска объектов какого-либо типа и так далее) или развлечения. Дрессировка (Натаска) — приучение животных к определенным правильным движениям, действиям и поведению, и является необходимостью для комфортного взаимного сосуществования человека с определёнными видами животных. Для диких крупных животных (например, лошадей, верблюдов, слонов и тому подобное), а особенно для хищников (собаки, медведи, львы, тигры, пантеры и тому подобное) — может использоваться словосочетание — укрощение животных (англ. taming).
Дрессировка один из древнейших методов управления животными и некоторыми людьми. Многие люди используют дрессировку и подвергаются дрессировке, даже не подозревая об этом, хотя могут использоваться и это научно обоснованное, целенаправленное, методическое и систематическое воздействие на животное, с целью выработки у него конкретных, необходимых навыков и умений для использования каком-либо деле (работе, службе, народно-хозяйственной деятельности или управления поведением в повседневной жизни, и так далее).
Два главных понятия дрессировки — это управляющие сигналы и подкрепление: положительное или отрицательное. Дрессировку следует отличать от стимулирования, мотивации — системы наград и наказаний. Награды и наказания приходят обычно после того, как действие совершено, часто спустя длительное время, как, например, в уголовном преследовании. Подкреплением же называется то, что происходит во время поведения, что сопровождает, как бы «комментирует» поведение и направляет его в ту или иную сторону.
Позитивное подкрепление, например улыбка, ласка, доброе слово, в целом эффективнее, чем негативное, и достаточно широко используется как в отношении животных, так и между людьми. Негативное подкрепление (нахмуренные брови, недовольная интонация и прочее) не эффективно в отношении свободных существ, которые могут просто уплыть, уйти или убежать из-под негативного воздействия.
Считается, что для выработки устойчивого целевого поведения у человека требуется от двух до 20, а у других животных требуется от 20 до 200 подкреплений.

## Основа дрессировки
Основой дрессировки животных является образование условных рефлексов, согласно учению И. П. Павлова о высшей нервной деятельности. Используя самые различные раздражители, например, такие как звуковые, пищевые и сигналы жестом, являющиеся условными, и механические действия, считающиеся безусловными рефлексами. Именно такое воздействие вызывает у животных необходимую реакцию, которую пытается закрепить дрессировщик.

## Способы и методы дрессировки

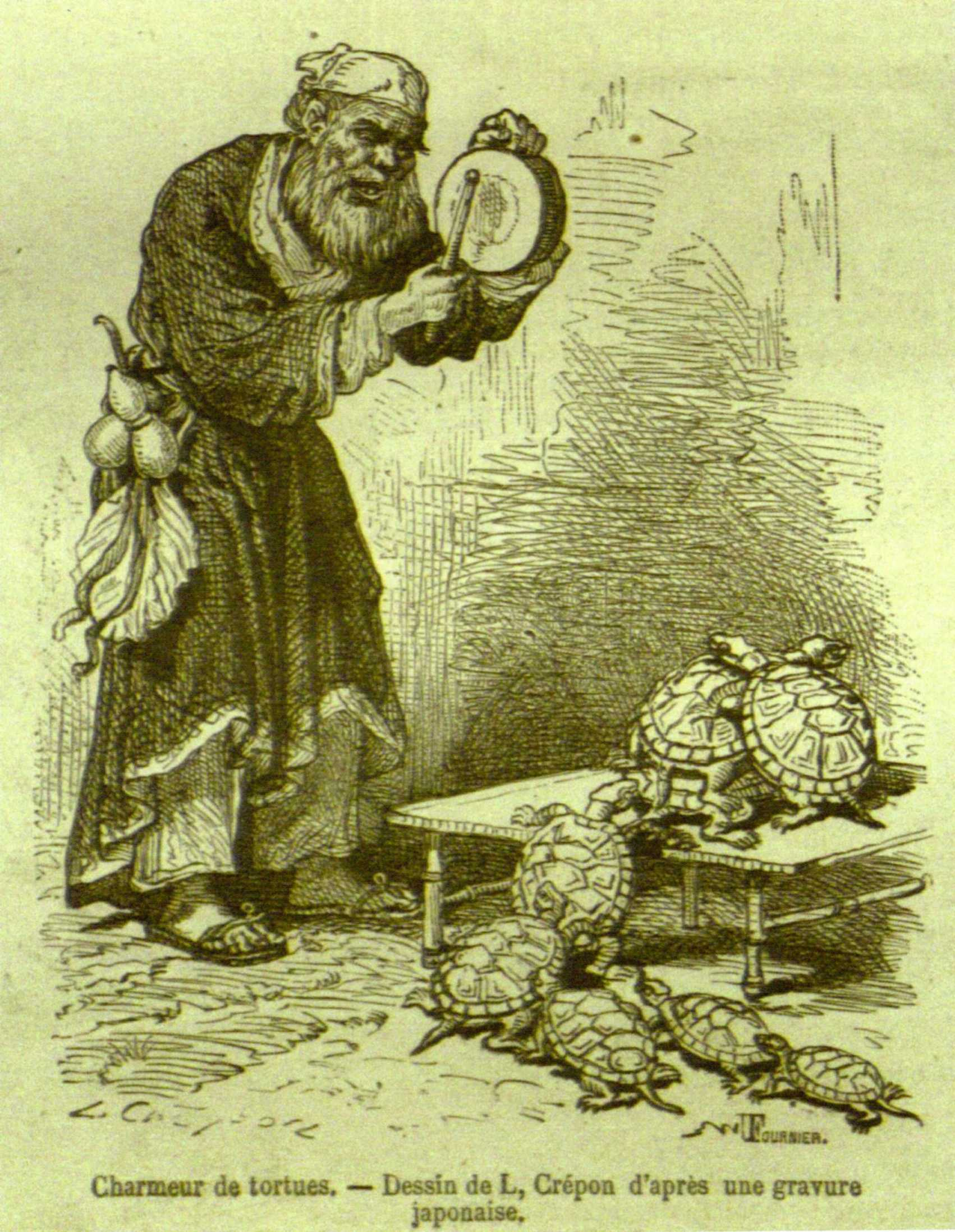
Заклинатель черепах

Человек, занимающийся дрессировкой должен уметь чувствовать зависимость типа высшей нервной деятельности обучаемого животного от его особенностей и только после определения этой зависимости можно выбрать необходимый для данного животного метод дрессировки.

### Контрастные методы
В случае выполнения необходимых команд животное поощряют, в случае неподчинения — наказывают. Для того, чтобы выработанные навыки закрепились, животное необходимо периодически тренировать. В этом случае дрессированное животное будет идеально выполнять все действия, которые требует от него человек.

#### Болевой метод
Болевой метод, который вынуждает животное выполнять необходимые дрессировщику действия, основан на ощущениях боли, которое заставляет животное делать то, чего от него добивается человек. Этот негуманный метод применяется некоторыми специалистами при дрессировке хищников в цирке и крупных животных. Также он получил распространение в сельской местности, в обращении со скотом. Вырабатывая навыки, человек добивается от животного выполнения заданных действий.
Жестокие и болевые методы дрессировки много лет подвергаются критике различных обществ защиты животных.

#### Поощрительный метод
Поощрительный метод дрессировки используется в обучении охотничьих и пастушьих собак, а также цирковых животных. Собака, как существо с достаточно развитой высшей нервной деятельностью, хорошо воспринимает такой метод обучения. При поощрительном методе обучения натуральные рефлексы закрепляют дачей корма, или лаской. Например, многие животные готовы выполнить необходимое задание за то, что хозяин их просто погладит, или даст кусочек лакомства. Чем выше развит в интеллектуальном уровне объект дрессировки, тем быстрее он воспринимает и выполняет задания, тем быстрее происходит закрепление необходимого рефлекса.

#### Подражательный метод
Подражательный метод дрессировки основывается на повторении молодым животным действий другого, более старшего и уже обученного. Этот метод широко применяется для обучения пастушьих собак, охраняющих отару овец и помогающих чабану собирать животных в отару. Щенки, видя как их родители выполняют необходимые команды, получают похвалу человека, очень быстро повторяют действия старших особей и дрессируются в процессе работы.
Подражательный метод применяется также при дрессировке дельфинов.

## Виды и разнообразие дрессируемых животных
Дрессировке подлежат различные виды как диких, так и домашних животных. Диких животных предварительно приручают, а потом дрессируют. Чем моложе животное, тем легче оно дрессируется и привыкает к человеку. Элементами дрессировки могут быть простейшие действия с сельскохозяйственными животными, например, доярка доит корову, но если животное предварительно не подвергалось определённой дрессировке, то дойка будет проблематичной и корова просто не отдаст доярке молоко. Именно поэтому животное предварительно приучают к месту, помещению, к виду и запаху человека. Это простейшая дрессировка, но даже такое приучение и приручение считается тренингом.
Лошадь дрессируют, приучая к хождению в поводе, чистке, закрепленному у неё на спине седлу, а тренинг лошадей для выездки или для высшей школы верховой езды является достаточно сложной дрессировкой, требующей определённых знаний и умений человека.

## Особенности дрессировки птиц и насекомых
Дрессировке поддаются птицы и насекомые. Например, приручение голубей к перелетам на дальние расстояния. Именно благодаря работе человека с этими птицами, и выработалась способность почтовых голубей находить дорогу к дому. 
Пчеловоды, которые хотят получить мёд с определённого вида растений, заранее работают над созданием у пчёл условных рефлексов на запах необходимых цветов. Этот метод был впервые предложен советским учёным А. Ф. Губиным в 1933 году. Достигаются необходимые действия методом подкармливания насекомых сахарным сиропом с добавлением аромата определённого медоноса. Привыкнув к определённому виду, вкусу и запаху, пчёлы в дальнейшем будут искать именно это растение.

## Сравнительная эффективность дрессировки
Как способ обучения, использующий в первую очередь бессознательные механизмы, дрессировка эффективна в отношении детей и взрослых, не склонных обдумывать свои действия. В частности, Б. Ф. Скиннер показал высокую эффективность дрессировки перед другими методами воспитывающего влияния на заключённых и больных в психиатрических лечебницах («По ту сторону свободы и достоинства»). Как правило, результатом дрессировки является поведение, доведённое до автоматизма, поэтому её часто используют в профессиях и видах деятельности, где необходимо преодолевать страх, например в армии.
Близким по форме к дрессировке является метод  оперантного обусловливания и программированного обучения.
Во влиянии на взрослых, имеющих адекватные ценности и активно использующих возможности сознания, вместо дрессировки используют договорённости.

## Цирковая дрессировка

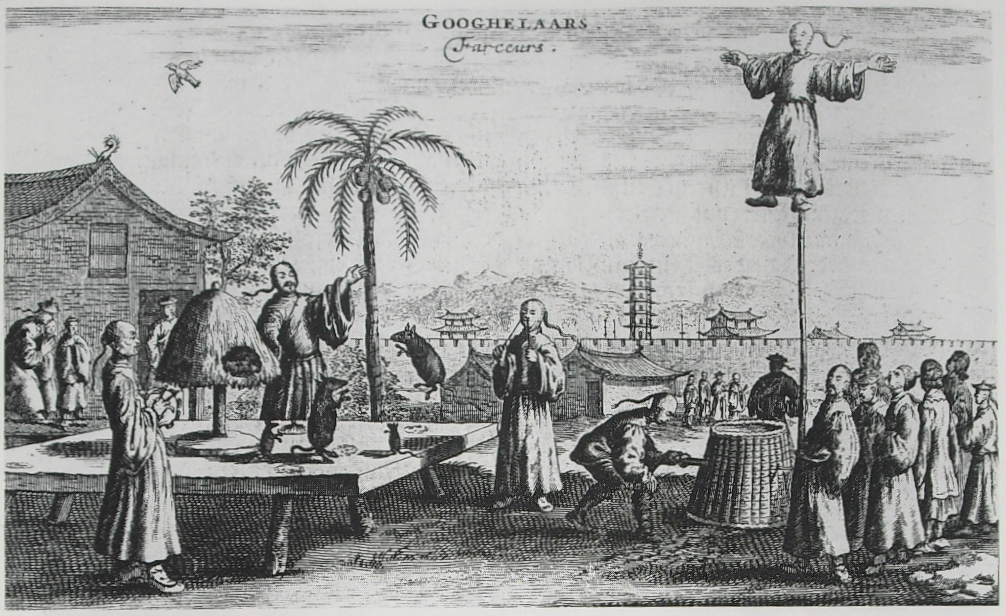
Мыши и крысы в китайской цирковой труппе (зарисовка Йохана Нихофа (Johan Nieuhof), 1655-57 гг)

Дрессировка животных для цирковых выступлений известна достаточно давно. Ещё в Древнем Египте и в Древнем Риме использовались животные для этих зрелищных мероприятий. Сейчас в цирке можно увидеть самых различных дрессированных животных, начиная от слонов, заканчивая мышами. Если основная часть дрессировщиков использовала болевые методы в работе с цирковыми «артистами», то В. Л. Дуров впервые применил безболевой поощрительный метод, основанный на учении И. П. Павлова об условных рефлексах. Именно этот метод позволил Дурову подчинять и работать с животными, дрессировка которых ранее была невозможна. Этот метод получил достаточно широкое признание и используется многими дрессировщиками, например, знаменитый мастер цирка  Ю. Д. Куклачёв использует в работе с кошками именно такой, поощрительный и безболевой метод дрессуры.
Хотя ранее (например, повесть "Майкл, брат Джери" Джека Лондона ) в цирковой дрессировке животные повсеместно принуждались к выполнению трюков через угрозу боли, в настоящее время общество негативно относится к таким методам. Дрессировщики, их использующие, формируют негативное мнение о работе цирков. Многие цирковые учреждения, в частности Национальный цирк Украины, выступают с резким осуждением насильственных методов дрессировки. По словам Людмилы Алексеевны Шевченко, генерального директора-художественного руководителя киевского цирка, дрессировщик, который издевается над животным – не подходит цирку в принципе.
Несмотря на установленные со времен Дурова стандарты добропорядочного отношения к животным, некоторые дрессировщики не следуют профессиональной этике. Отсутствие механизмов пресечения жестокости по отношению к животным в ряде стран мира привело к запрету на законодательном уровне использования животных в цирках. 